# Христов, Добри
Добри Иванов Христов (болг. Добри Иванов Христов; 14 декабря 1875, Варна, Османская империя — 23 января 1941, София, Болгария) — болгарский композитор, хоровой дирижёр, музыкальный теоретик и педагог. Член Болгарской академии наук (1929).

## Биография
Христов был учеником А. Дворжака в Пражской консерватории. После её окончания с 1903 года работал в Варне, где дирижировал самодеятельными рабочими и церковными хорами, а с 1907 года ‒ в Софии. Со времени основания Болгарского оперного театра (в 1908 году) работал оперным хормейстером, одновременно (с 1912 года) преподавал в Государственном музыкальном училище (в 1918-20 годах — его директор). В 1922‒33 годах преподавал (с 1926 года — профессор) в Государственной музыкальной академии. В 1930-е годы Христов дирижировал рабочим хором имени Г. Киркова, для которого осуществил хоровую редакцию «Интернационала» и написал ряд ставших популярными массовых пролетарских песен, в том числе марш «Красное знамя» («Червено знаме»). Руководил крупнейшим в Болгарии хором собора Александра Невского (с 1935 года), в котором впервые исполнялась Литургия св. Иоанна Златоуста и другие духовные произведения Христова, созданные им на основе древнеболгарских церковных распевов. 

## Вклад в теорию музыки
Считается основателем национального профессионального песенного творчества и национального стиля в профессиональной музыке Болгарии. Был собирателем, исследователем музыкального фольклора, активно использовал его в своих произведения, среди которых: программная увертюра «Ивайло», 1907 год; «Тутраканская эпопея», 1917 год; хоровая баллада «Добринка и Солнце», 1931 год; хоровые сюиты. Многие мелодии народных песен, обработанных Христовым использовали в своей инструментальной музыке болгарские композиторы среди которых М. Големинов, П. Владигеров. Христов — один из первых болгарских музыкальных теоретиков; в своих работах он дал научное объяснение метроритмическим особенностям болгарских народных песен и танцев. Среди его теоретических трудов ‒ книга «Техническая структура болгарской народной музыки» (1928, 2-е изд. 1956, русский перевод под заголовком «Теоретические основы болгарской народной музыки», 1959) и статья «Ритмические основы народной музыки» (со Стояном Брашовановым, 1913).

## Основные сочинения
Для оркестра:
- Балканские сюиты (1903, 1916)
- драматическая увертюра «Ивайло» (1906)
- «Тутраканская эпопея» (1917)
- фуга на болгарскую народную тему «Дафинка» для хора и струнного оркестра (1933)
- фортепианный концерт

Для хора:
- баллада «Добринка и Солнце» (1931)
- литургии (1925, 1934)
- около 50 хоровых песен
- циклы песен с фортепиано, в том числе «Холостяцкие песни» («Бекярски песни»)